# El Mojón (Pilar de la Horadada)
El Mojón es una localidad que se encuentra a orillas del mar Mediterráneo conformando una pedanía dependiente del término municipal de Pilar de la Horadada de la provincia de Alicante, en la Comunidad Valenciana, España. Limita al sur con la pedanía homónima perteneciente a San Pedro del Pinatar, en la Región de Murcia, España; limitando esta con el parque natural de las Salinas y Arenales de San Pedro del Pinatar. 

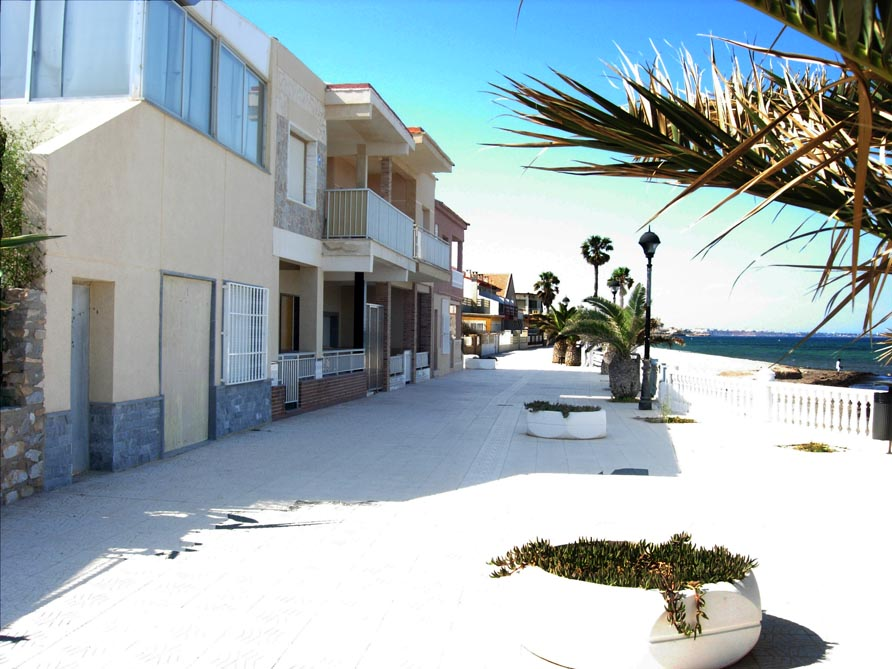
Este grupo de casas se comparte entre los dos municipios.

## Descripción
Al situarse en la costa su población es reducida en invierno, con 391 habitantes en la parte alicantina y 300 en la murciana (INE, 2013), pero se multiplica en verano. Se localiza en el mojón (de ahí su nombre) que limita la Comunidad Valenciana y la Región de Murcia. Desde la formación del Ayuntamiento de Pilar de la Horadada, segregado de Orihuela a finales del siglo XX (30 de julio de 1986), ha sufrido una presión urbanística muy alta, las urbanizaciones creadas prácticamente enlazan con la Torre de la Horadada, que es otra localidad costera de Pilar de la Horadada. Los antiguos parajes naturales han dado paso a unas buenas playas, bien dotadas de servicios. La presión urbanística en la zona de Murcia ha sido escasa o casi nula al encontrarse el parque de las Salinas protegido lo que ha permitido mantener los valores medioambientales de la zona.
La playa de la localidad se denomina como la misma localidad, y es compartida asimismo entre ambos municipios: Playa del Mojón

## Problema fronterizo
La ubicación de esta localidad en la misma frontera hace que esté dividida entre dos municipios: Pilar de la Horadada, de quién es la mayor parte, y San Pedro del Pinatar en la provincia de Murcia, a la cual pertenece el resto. Esta situación paradójica ha llevado al alcalde del municipio murciano a tomar medidas como intentar desplazar esta frontera de manera unilateral y sin previo aviso a los afectados.
Dicha actitud fue llevada a sede judicial, dictaminando a favor del statu quo actual. El argumento del alcalde de San Pedro del Pinatar era que los límites del tratado de Torrellas (1315) se marcaron incorrectamente con los mojones, solicitando un desplazamiento de los mismos de unos veinte metros, pero no en la costa, sino tierra adentro. Era muy poco probable que este desplazamiento prosperara ya que supondría una pérdida territorial para la Comunidad Valenciana, así como un precedente en la modificación de las fronteras de las comunidades autónomas establecidas en la Constitución de 1978.